# Tropidosuchus
Tropidosuchus is een geslacht van uitgestorven carnivore archosauriformen uit het Midden-Trias (Anisien tot Ladinien). Het is een proterochampside die leefde in wat nu Argentinië is. Het is bekend van het holotype PVL 4601, dat bestaat uit een gedeeltelijk skelet. Het werd gevonden in de Chañares-formatie en zijn typeplaats is de rivier de Chañares. Het werd voor het eerst benoemd door A. B. Arcucci in 1990 en de typesoort is Tropidosuchus romeri. De geslachtsnaam betekent 'de gekielde krokodil'. De soortaanduiding eert Alfred Sherwood Romer.
Tropidosuchus werd ongeveer een halve meter lang. Hij had een zeer spitse kop.